# ويليام همفري
ويليام همفري (بالإنجليزية: William Humphrey)‏ (15 سبتمبر 1843 في المملكة المتحدة - 24 فبراير 1918 بنورتش في المملكة المتحدة) هو لاعب كريكت بريطاني (وحمل سابقاً جنسية المملكة المتحدة لبريطانيا العظمى وأيرلندا). لعب مع نادي مقاطعة سري للكريكت ‏ ونادي مقاطعة هامبشاير للكريكت ‏.

## وصلات خارجية
- ويليام همفري على موقع إي آس بي آن كريك إنفو (الإنجليزية)